# Jason Nolf

Zawodnik Penn State Nittany Lions

Jason Michael Nolf (ur. 10 stycznia 1996) – amerykański zapaśnik walczący w stylu wolnym. Mistrz panamerykański w 2020. Pierwszy w Pucharze Świata w 2022 roku.
Zawodnik Yatesboro High School z hrabstwa Armstrong i Pennsylvania State University. Cztery razy All-American (2016–2019) w NCAA Division I, pierwszy w 2017, 2018, 2019; drugi w 2016 roku.